# Bitva u ostrova Kolombangara
Bitva u ostrova Kolombangara byla jednou z námořních bitev druhé světové války v Pacifiku mezi japonským a americkým námořnictvem. Odehrála se v noci 12.–13. července 1943 u pobřeží ostrova Kolombangara v Šalomounových ostrovech.
Poté, co se Američané vylodili na ostrovech Nová Georgie a Rendova se Japonci rozhodli obnovit Tokijské expresy pro zásobování svých jednotek. Po dvou Američany neobjevených (5. a 7. července) a jednom objeveném (6. července - bitva v zálivu Kula) vyplul 12. července další Tokijský expres s posilami do Vily. Velením byl pověřen kontradmirál Šundži Izaki a skupina byla složena z lehkého křižníku Džincú, torpédoborců Mikazuki, Jukikaze, Hamakaze, Kijonami, Júgure a transportních torpédoborců Sacuki, Minazuki, Júnagi a Macukaze.
U ostrova Kolombangara hlídkovala skupina TG 36.1 pod velením kontradmirála Ainswortha, která se s Tokijským expresem utkala už 6. července a ztratila lehký křižník USS Helena. TG 36.1 byla složena z lehkých křižníků USS Honolulu, USS St. Luis, HMNZS Leander (nahradil Helenu) a torpédoborců USS Nicholas, USS O’Bannon, USS Taylor, USS Jenkins, USS Radford, USS Ralph Talbot, USS Buchanan, USS Maury, USS Woodworth a USS Gwin.
Zatím co japonské transportní torpédoborce nerušeně vylodily všech 1200 mužů ve Vile, jejich krycí skupina se utkala se skupinou kontradmirála Ainswortha. Japonci v bitvě ztratili lehký křižník Džincú s téměř celou posádkou, včetně kontradmirála Isakiho, po dvou zásazích torpéd a Američané torpédoborec Gwin. Dále byly na americké straně poškozeny torpédy lehké křižníky Honolulu, St. Luis a Leander a vzájemné srážce i torpédoborce Buchanan a Woodworth. Všechny poškozené lodě dopluly na Espiritu Santo, avšak Honolulu a St. Luis byly mimo službu několik měsíců. Leander byl opravován rok a do aktivní služby už se nevrátil.